# Europaturm
Europaturm é uma torre construída na cidade de Frankfurt, Alemanha, em 1979. Tem 337,5 (1 106 pés) de altura e, até julho de 2019, foi considerada a 23.ª torre de estrutura independente mais alta do mundo.